# Tagilang Julu
Tagilang Julu is een bestuurslaag in het regentschap Mandailing Natal van de provincie Noord-Sumatra, Indonesië. Tagilang Julu telt 518 inwoners (volkstelling 2010).